# Richard Hamilton (professor)
Richard Streit Hamilton (Cincinnati, 10 de janeiro de 1943 – 29 de setembro de 2024) foi um matemático estadunidense.
Ficou conhecido por ter contribuido para a demonstração da conjectura de Poincaré.

## Biografia
"Hamilton recebeu seu bacharelado em 1963 pela Universidade de Yale e Ph.D. em 1966 pela Universidade de Princeton. Robert Gunning supervisionou sua tese. Hamilton lecionou na Universidade da Califórnia, Irvine, Universidade da Califórnia, San Diego, Cornell University e Columbia University. As contribuições matemáticas de Hamilton se deram principalmente no campo da Geometria diferencial e, mais especificamente, da análise geométrica. Ele é mais conhecido por ter descoberto o Fluxo de Ricci e ter iniciado um programa de pesquisa que levou à prova, por Grigori Perelmen, da Conjectura de Geometrização de Thurston e da solução da conjectura de Poincaré. Em agosto de 2006, Perelman recebeu, mas recusou, a Medalha Fields por sua prova, em parte citando o trabalho de Hamilton como sendo fundamental. Hamilton recebeu o Prêmio Oswald Veblen de Geometria  em 1996 e o Clay Research Award em 2003. Ele foi eleito para a Academia Nacional de Ciências em 1999 e a Academia Americana de Artes e Ciências em 2003. Ele também recebeu o Prêmio Leroy P. Steele de Contribuição Seminal à Pesquisa em 2009. Em 18 de março de 2010, foi anunciado que Perelman havia cumprido os critérios para receber o primeiro prêmio Clay Millennium por sua prova da conjectura de Poincaré. Em 1º de julho de 2010, Perelman recusou o prêmio, dizendo acreditar que sua contribuição para provar a conjectura de Poincaré não era maior que a de Hamilton, que primeiro sugeriu um programa para a solução. Em junho de 2011, foi anunciado que o prêmio Shaw, de um milhão de dólares, seria dividido igualmente entre Hamilton e Demetrios Christodoulou por seus trabalhos altamente inovadores em equações diferenciais parciais não lineares na geometria Lorentziana e Riemanniana e suas aplicações à relatividade e topologias gerais."

## Morte
Hamilton morreu no dia 29 de setembro de 2024, aos 81 anos.